# Luis Fuentes Jiménez
Luis Humberto Fuentes Jiménez (Rancagua, Región del Libertador Bernardo O'Higgins, 21 de marzo de 1995) es un futbolista chileno que juega de defensa actualmente en General Velásquez de la Segunda División Profesional de Chile.

## Trayectoria
Debutó en el fútbol profesional en un partido contra Santiago Wanderers por la primera fecha de Copa Chile 2014-15. Es hermano mellizo del volante Juan Fuentes.

## Clubes
| Club                 | País  | Año       |
| -------------------- | ----- | --------- |
| O'Higgins            | Chile | 2014-2015 |
| → Colchagua (Cedido) | Chile | 2015-2016 |
| General Velásquez    | Chile | 2017-2018 |
| Deportes Vallenar    | Chile | 2018      |
| Lautaro de Buin      | Chile | 2019      |
| Cobreloa             | Chile | 2020-2021 |
| Deportes Valdivia    | Chile | 2021-2022 |
| General Velásquez    | Chile | 2023-Act. |

## Títulos

### Campeonatos nacionales
| Título                      | Club              | País  | Año  |
| --------------------------- | ----------------- | ----- | ---- |
| Tercera División A de Chile | General Velásquez | Chile | 2017 |